# Agustín Pagola Gómez
Agustín Gómez Pagola (Errenteria, 18 novembre 1922 – Mosca, 16 novembre 1975) è stato un calciatore sovietico, di ruolo difensore.

## Biografia
Nato a Errenteria, nei Paesi Baschi, a 15 anni riparò in Unione Sovietica per sfuggire alla Guerra Civile Spagnola. Qui divenne calciatore di buon livello nelle file del Torpedo Mosca, club del quale fu anche capitano e col quale vinse due coppe nazionali.
Nel 1956 il governo di Francisco Franco autorizzò il rientro degli esuli; Gómez Pagola si accordò con l'Atlético Madrid e tornò in Spagna. Non debuttò mai con i colchoneros: a 34 anni la sua carriera era agli sgoccioli e riuscì a giocare solo un paio di amichevoli. In realtà il giocatore era stato inviato in Spagna per riorganizzare il Partito Comunista spagnolo sfruttando la sua fama di giocatore. A causa dei duri contrasti con il capo del partito, Santiago Carrillo, Gómez Pagola fu espulso nel 1969 dal partito e tornò in Unione Sovietica, dove morì sei anni più tardi.

## Carriera
Fece parte della Nazionale sovietica che partecipò ai Giochi olimpici del 1952, ma non scese mai in campo.

## Palmarès

### Club

#### Competizioni nazionali
- Kubok SSSR: 2

Torpedo Mosca: 1949, 1952